# Groupe volcanique Nipesotsu-Maruyama
Le Nipesotsu-Maruyama est un groupe volcanique situé dans l'île de Hokkaidō au Japon, composé de stratovolcans et de dômes de lave dont :

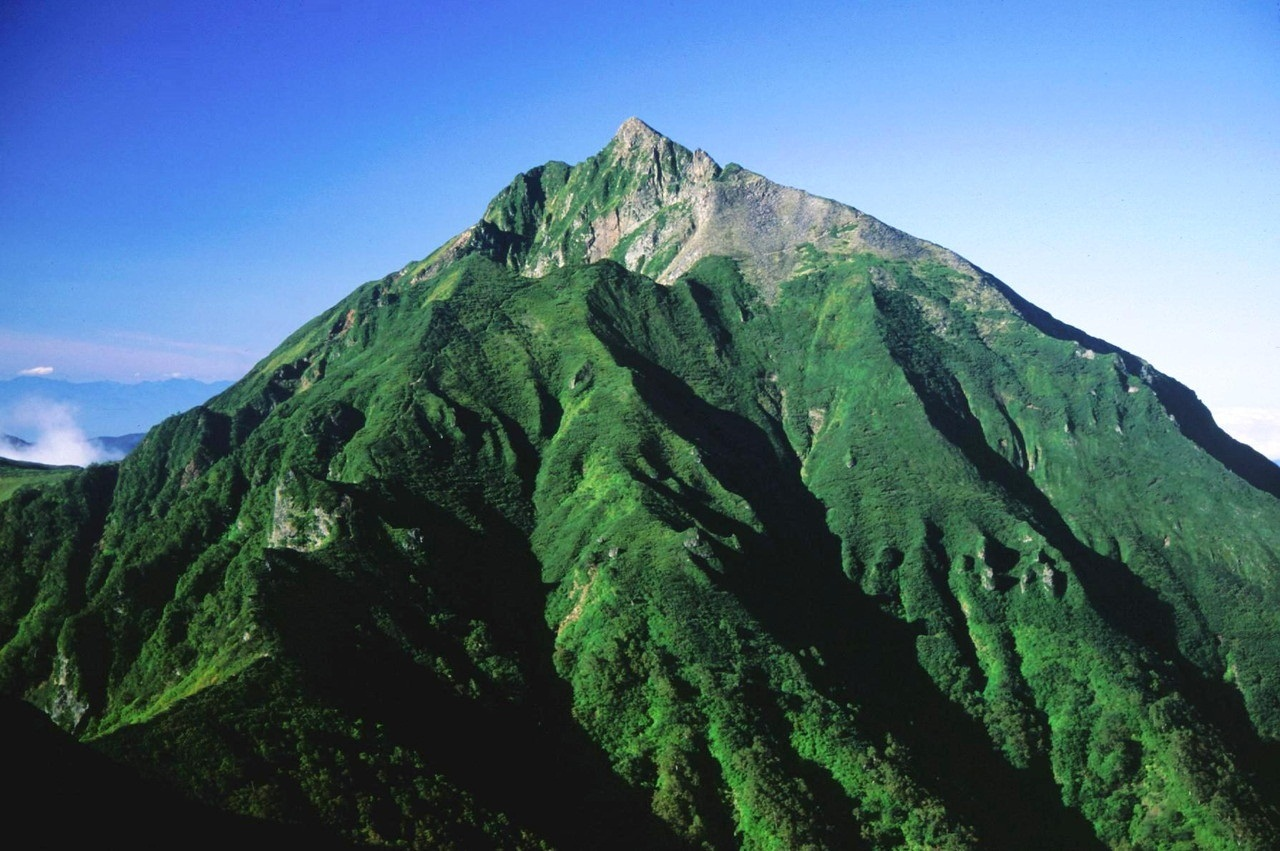
Vue du mont Nipesotsu depuis le mont Tengu

- le mont Nipesotsu ;
- le mont Maru ;
- le mont Tengu ;
- le mont Kotengu ;
- le mont Gunkan ;
- le mont Upepesanke.